# Dibutylether
Dibutylether is een organische verbinding met als brutoformule C8H18O. De stof komt voor als een kleurloze vloeistof, die onoplosbaar is in water. In contact met warmte, lucht en licht worden explosieve peroxiden gevormd.

## Synthese
Dibutylether kan bereid worden uit een condensatiereactie van 1-butanol, gekatalyseerd door een zuur:

## Toepassingen
Dibutylether wordt voornamelijk gebruikt als oplosmiddel voor Grignard-reagentia, vetten, oliën, organische zuren, alkaloïden en harsen. Het wordt ook toegepast bij de synthese van een aantal pesticiden, waaronder cyhexatine.
Dibutylether is een potentiële biobrandstof omdat het kan geproduceerd worden uit biobutanol, verkregen uit plantaardige biomassa (lignocellulose). Het heeft een hoog cetaangetal en een relatief laag kookpunt en het kan gemengd worden met dieselbrandstof.